# Średnia ruchoma
Zasugerowano, aby zintegrować ten artykuł z artykułem Metoda średniej ruchomej ważonej. Nie opisano powodu propozycji integracji.
Średnia ruchoma, średnia krocząca – metoda statystyczna używana do analizy szeregów czasowych. Znajduje zastosowanie w finansach, zwłaszcza w analizie technicznej.

## Prosta średnia ruchoma
Prosta średnia ruchoma (SMA, od ang. simple moving average) to zwykła średnia arytmetyczna wartości z ostatnich {\displaystyle n} okresów. Jeśli przez {\displaystyle p_{0}} oznaczymy ostatnią wartość, to
{\displaystyle {\textit {SMA}}={\frac {p_{0}+p_{1}+\ldots +p_{n-1}}{n}}.}

## Ważona średnia ruchoma

Wagi okresów w WMA, n = 15

Ważona średnia ruchoma (WMA, od ang. weighted moving average) przypisuje różne wagi danym z poszczególnych okresów. W analizie technicznej często stosuje się średnie ważone, w których wagi maleją w postępie arytmetycznym. Dla przykładu, w {\displaystyle n}-okresowej WMA ostatni okres ma wagę {\displaystyle n,} przedostatni {\displaystyle n-1} i tak dalej
{\displaystyle {\textit {WMA}}={\frac {np_{0}+(n-1)p_{1}+\ldots +p_{n-1}}{n+(n-1)+\ldots +2+1}}.}

## Wykładnicza średnia ruchoma

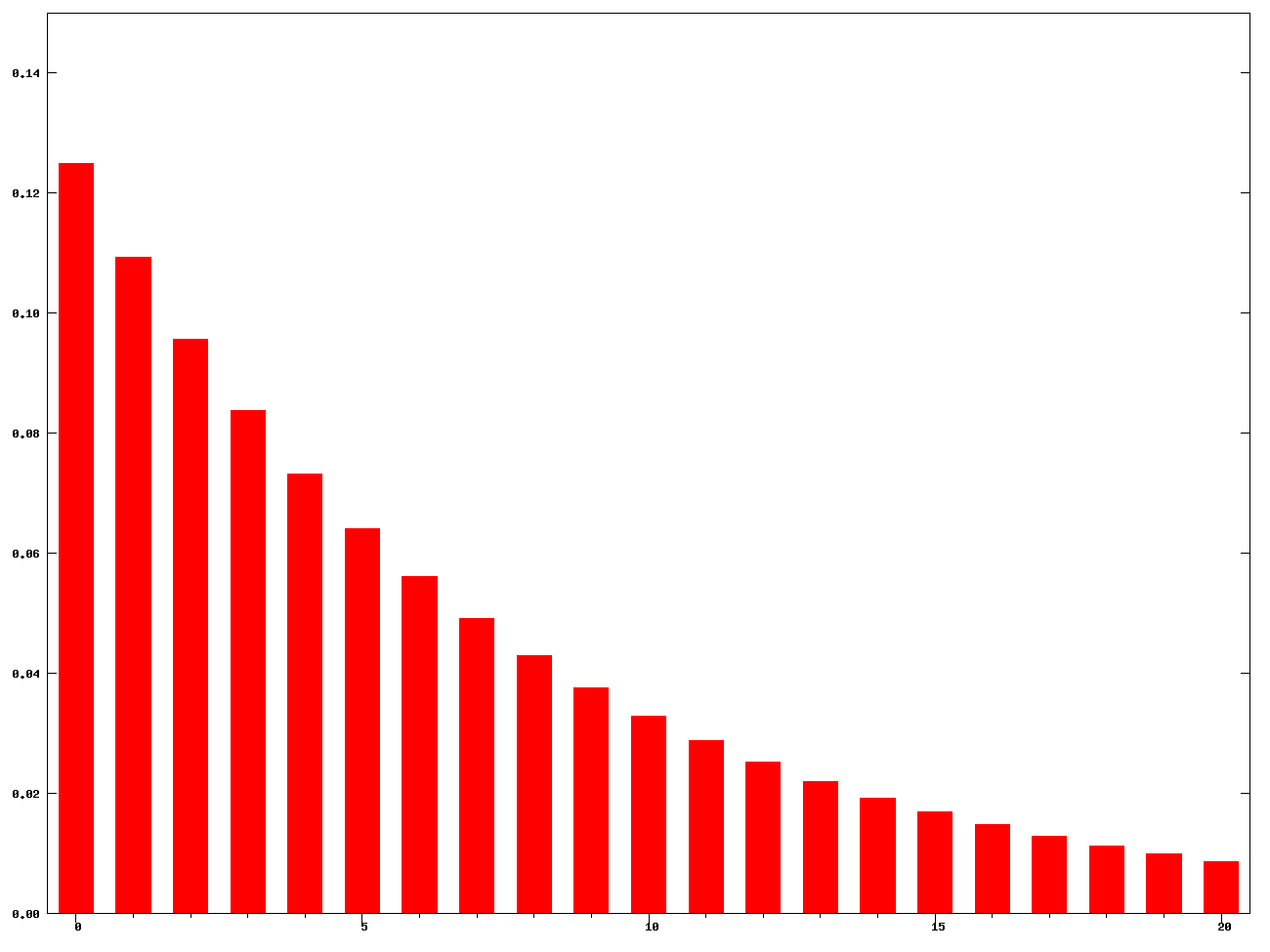
Wagi okresów w EMA, N = 20

Wykładnicza średnia ruchoma (EMA, od ang. exponential moving average) jest odmianą średniej ważonej, w której znaczenie coraz bardziej odległych w czasie okresów maleje w sposób wykładniczy
{\displaystyle {\textit {EMA}}={\frac {p_{0}+(1-\alpha )p_{1}+(1-\alpha )^{2}p_{2}+(1-\alpha )^{3}p_{3}+\ldots +(1-\alpha )^{n}p_{n}}{1+(1-\alpha )+(1-\alpha )^{2}+(1-\alpha )^{3}+\ldots +(1-\alpha )^{n}}},}
gdzie:
{\displaystyle \alpha ={\frac {2}{n+1}},}
{\displaystyle p_{0}} – ostatnia wartość,
{\displaystyle p_{1}} – przedostatnia wartość,
{\displaystyle ...}
{\displaystyle p_{n}} – wartość sprzed {\displaystyle n} okresów,
{\displaystyle n} – liczba okresów.
Porównaj podobną średnią: wykładnicza ważona średnia ruchoma (EWMA).

## Inne średnie ruchome
Rzadziej stosuje się inne rodzaje średnich ruchomych:
- średnia ruchoma szeregów czasowych (ang. time period moving average) – obliczana metodą regresji liniowej,
- średnia ruchoma skorygowana o wolumen (VAMA, od ang. volume-adjusted moving average) – średnia ważona przypisująca największą wagę okresom o największym wolumenie obrotów,
- trójkątna średnia ruchoma (TMA, od ang. triangular moving average) – średnia ważona przypisująca największą wagę danym środkowym.